# Gabinet Stanów Zjednoczonych
Gabinet Stanów Zjednoczonych (ang. Cabinet of the United States) – organ władzy w Stanach Zjednoczonych gromadzący, pod przewodnictwem Prezydenta USA, sekretarzy (odpowiedników ministrów w innych państwach) poszczególnych departamentów (odpowiedników ministerstw w innych państwach) oraz osoby w randze członka gabinetu, ale bez teki (odpowiednik ministra bez teki). Jest instytucją pozakonstytucyjną, ukształtował się jako zwyczaj.
Zgodnie z postanowieniami Konstytucji USA wszelka władza wykonawcza przysługuje Prezydentowi, który jest głową państwa oraz szefem rządu i administracji federalnej. Z kolei określenie Rząd Federalny Stanów Zjednoczonych (Federal Government of the United States) nie odnosi się do rodzaju rządu (rady ministrów), tylko całego systemu władzy państwowej i ustroju (republika federalna złożona ze stanów), składa się nie tylko z władzy wykonawczej, ale i ustawodawczej oraz sądowniczej.
Początkowo pierwszy Prezydent USA George Washington wymógł na Kongresie utworzenie departamentów zajmujących się dyplomacją (Departament Stanu), obroną (Departament Wojny), Departament Skarbu oraz Departament Sprawiedliwości. Potem utworzono Departament Poczty, z Poczmistrzem Generalnym na czele. Wraz z biegiem lat struktura gabinetu zmieniała się. Ostatnią dotychczas zmianą było utworzenie Departamentu Bezpieczeństwa Krajowego po zamachach z 11 września 2001 r.

## Wiceprezydent i sekretarze Departamentów wobecnym Gabinecie
| Stanowisko                            | Osoba (stan)                        |
| ------------------------------------- | ----------------------------------- |
| wiceprezydent Stanów Zjednoczonych    | J.D Vance (Ohio)                    |
| sekretarz stanu                       | Marco Rubio (Floryda)               |
| sekretarz skarbu                      | Scott Bessent (Karolina Południowa) |
| sekretarz obrony                      | Pete Hegseth (Tennessee)            |
| prokurator generalny                  | Pam Bondi (Floryda)                 |
| sekretarz zasobów wewnętrznych        | Doug Burgum (Dakota Północna)       |
| sekretarz rolnictwa                   | Brooke Rollins (Teksas)             |
| sekretarz handlu                      | Howard Lutnick (Nowy Jork)          |
| sekretarz pracy                       | Lori Chavez-DeRemer (Oregon)        |
| sekretarz zdrowia i opieki społecznej | Robert F. Kennedy Jr. (Kalifornia)  |
| sekretarz urbanizacji                 | Scott Turner (Teksas)               |
| sekretarz transportu                  | Sean Duffy (Wisconsin)              |
| sekretarz energii                     | Chris Wright (Kolorado)             |
| sekretarz edukacji                    | Linda McMahon (Connecticut)         |
| sekretarz spraw weteranów             | Doug Collins (Georgia)              |
| sekretarz bezpieczeństwa krajowego    | Kristi Noem (Dakota Południowa)     |

## Pozostali członkowie Gabinetu
| Stanowisko                                             | Osoba (stan)                                 |
| ------------------------------------------------------ | -------------------------------------------- |
| szef personelu Białego Domu                            | Susie Wiles (Dystrykt Kolumbii)              |
| kierownik Agencji Ochrony Środowiska                   | Lee Zeldin (Nowy Jork)                       |
| dyrektor Biura Zarządzania i Budżetu                   | Russel Vought (Wirginia)                     |
| dyrektor Wywiadu Narodowego                            | Tulsi Gabbard (Hawaje)                       |
| przedstawiciel handlowy                                | Jamieson Greer (Dystrykt Kolumbii)           |
| ambasador Stanów Zjednoczonych przy ONZ                | Dorothy Shea (Chargé d’affaires) (Nowy Jork) |
| Przewodniczący Rady Doradców Ekonomicznych             | Stephen Miran (Nowy Jork)                    |
| kierownik Small Business Administration                | Kelly Loeffler (Georgia)                     |
| dyrektor Biura ds. Polityki Naukowej i Technologicznej | Michael Kratsios (Karolina Południowa)       |